# Doornsprinkhanen
Doornsprinkhanen (Tetrigidae) zijn een familie van rechtvleugeligen die behoort tot de onderorde van de sprinkhaanachtige kortsprietigen (Caelifera). Er zijn circa 2000 verschillende soorten, maar in Europa komen slechts 12 soorten voor. Daarvan komen er 5 in België en Nederland voor.
De doornsprinkhanen hebben een afwijkende indeling van de vleugels. Bij de meeste rechtvleugeligen beschermt het halsschild de kwetsbare poot- en vleugelaanhechtingen. De verharde, lederachtige voorvleugels beschermen de vliezige achtervleugels, waarmee gevlogen wordt. Bij de doornsprinkhanen echter is het halsschild sterk uitgegroeid tot vaak achter de achterlijfspunt. Het halsschild heeft een doornachtige vorm en heeft de beschermende functie van de voorvleugels volledig overgenomen. De voorvleugels zijn bij volwassen exemplaren sterk gedegenereerd en nauwelijks zichtbaar als een soort flapje onder het halsschild achter de kop.

## Soorten
Alleen de in de Benelux voorkomende soorten zijn onderstaand weergegeven:
- Zeggendoorntje (Tetrix subulata)
- Zanddoorntje (Tetrix ceperoi)
- Gewoon doorntje (Tetrix undulata)
- Bosdoorntje (Tetrix bipunctata)
- Kalkdoorntje (Tetrix tenuicornis)